# 里卡多·蒙特尔班
里卡多·蒙特尔班（西班牙語：Ricardo Montalbán，/ˌmɒntəlˈbɑːn/，西班牙語發音：[montalˈβan]，1920年11月25日—2009年1月14日）是一位墨西哥演员。他的职业生涯跨越70年，在此期间，他出演了许多不同的角色。在1970年代，他为克萊斯勒集團在一系列汽车广告中代言。
从1977年到1984年，蒙特尔班在电视剧《梦幻岛》中出演角色。他在《星际搜奇》和1982年电影《星际旅行II：可汗怒吼》中饰演可汗·努尼恩·辛格。1978年他因在《How the West Was Won》中的表演赢得艾美奖，1993年获得演员工会颁发的终身成就奖。80岁以后，他为一些动画和广告提供配音并在《非常小特務》出演瓦伦丁祖父。

## 生平
1920年出生于墨西哥城，在托雷翁长大。父母是西班牙移民。他们信仰天主教。生下来时他的脊椎就有腦動靜脈血管畸形（AVM）。蒙特尔班有一个姐妹，两个兄弟，其中Carlos是演员。十几岁时，里卡多和哥哥Carlos搬到洛杉矶生活。1940年又搬到纽约市，里卡多获得了一个小角色。

## 个人生活
1944年蒙特尔班与演员和模特Georgiana Young（本名Georgiana Paula Belzer，1924年9月10日 - 2007年11月13日）结婚。他们结婚第63年，Young因未公开的原因死于2007年11月13日，她当时83岁，她去世后1年零2个月蒙特尔班去世。他们有4个孩子：Laura，Mark，Anita和Victor。
2009年1月14日，蒙特尔班在加利福尼亚州洛杉矶的家中去世，享年88岁。死因是心臟衰竭。他被埋在相伴63年的妻子Georgiana Young在卡尔弗城的坟墓旁边。

## 延伸阅读
- Montalbán, Ricardo; Bob Thomas. . Garden City, N.Y.: Doubleday. 1980  [2014-07-28]. ISBN 978-0-385-12878-0. OCLC 5799611. （原始内容存档于2016-12-03）.
- Baugh, Scott L. . Santa Barbara, Cal.: ABC-CLIO. 2012: 175–77  [2014-07-28]. ISBN 9780313380365. （原始内容存档于2021-04-30）.